# 北京师范大学出版社
北京师范大学出版社是中华人民共和国的一家出版社，1980年8月成立于北京市。主要出版教材、教学参考书、工具书、学术专著等。